# Veronica thessalica
Veronica thessalica är en grobladsväxtart som beskrevs av George Bentham. Veronica thessalica ingår i släktet veronikor, och familjen grobladsväxter. Inga underarter finns listade i Catalogue of Life.